# Oxylakis javanicus
Oxylakis javanicus är en insektsart som beskrevs av Sigfrid Ingrisch 1998. Oxylakis javanicus ingår i släktet Oxylakis och familjen vårtbitare. Inga underarter finns listade i Catalogue of Life.